# آرامگاه ملا هادی سبزواری
آرامگاه ملا هادی سبزواری، همچنین با عنوانِ آرامگاه اسرار، گوربنای هادی سبزواری است که در سال ۱۸۷۴م/ ۱۲۵۱ش در شهر سبزوار ساخته شد.
این بنا مربوط به دوره قاجار است و در شهر سبزوار، ضلع جنوبی میدان کارگر واقع شده و این اثر در تاریخ ۹ مرداد ۱۳۵۵ با شمارهٔ ثبت ۱۳۳۴ به‌عنوان یکی از آثار ملی ایران به ثبت رسیده است.
فضای داخلی آرامگاه شامل طرحی چلیپایی شکل بوده که در آن حجره‌ها و اتاق‌هایی تعبیه گردیده است. تزیینات، ترمیم و استحکام بخشی آرامگاه در اوایل سال ۱۳۴۰ ه‍.ش توسط انجمن آثار ملی انجام شده است. کاشی کاری‌های رنگارنگ بر زمینه لاجوردی و گنبد فیروزه‌ای رنگ به بنا جلوه و شکوه خاصی بخشیده است. بنای اولیه آرامگاه کمی پس از وفات حاج ملا هادی سبزواری توسط (میرزا یوسف مستوفی المالک) ساخته شد.

## نگارخانه

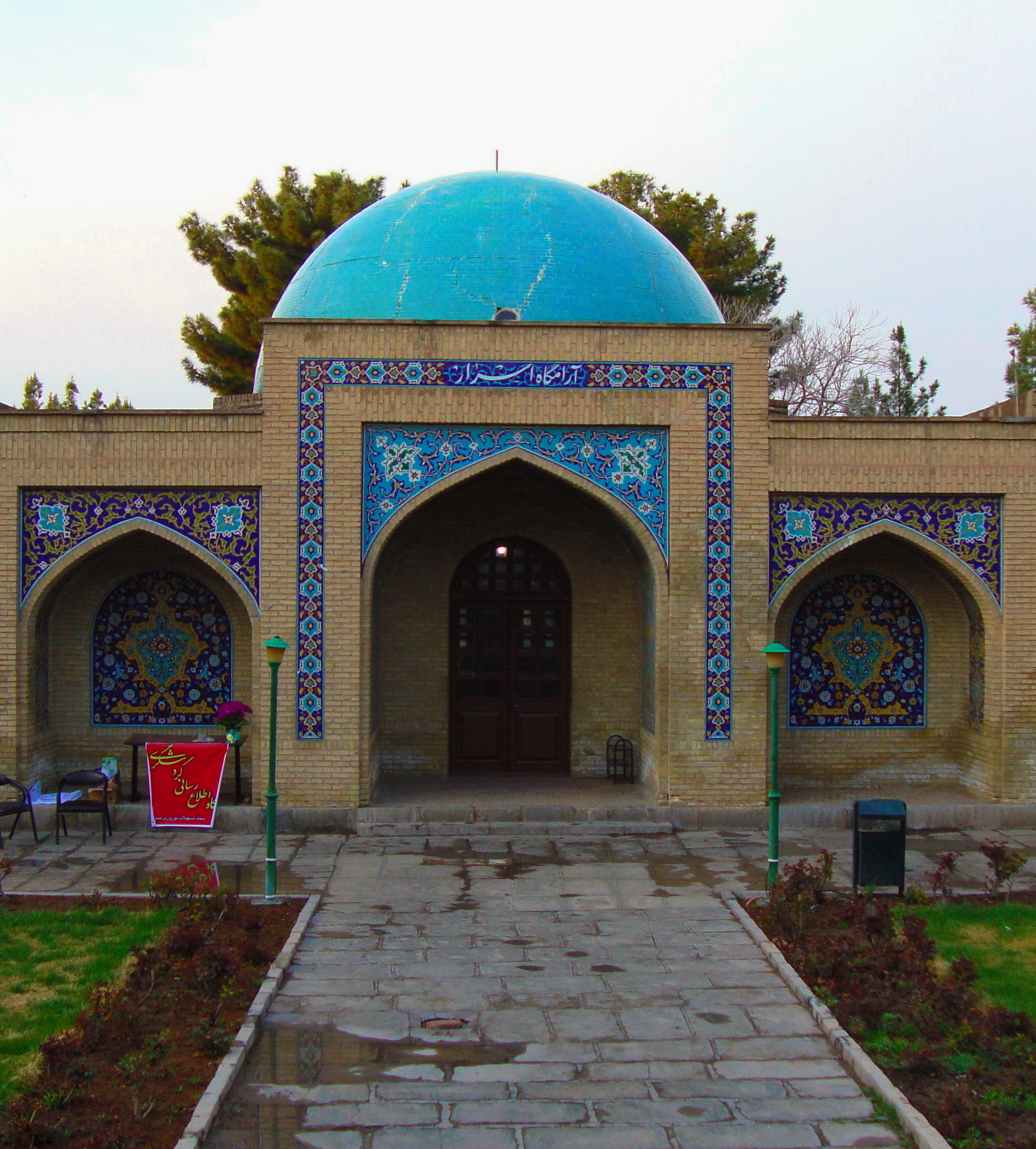
مقبره از نمای نزدیک
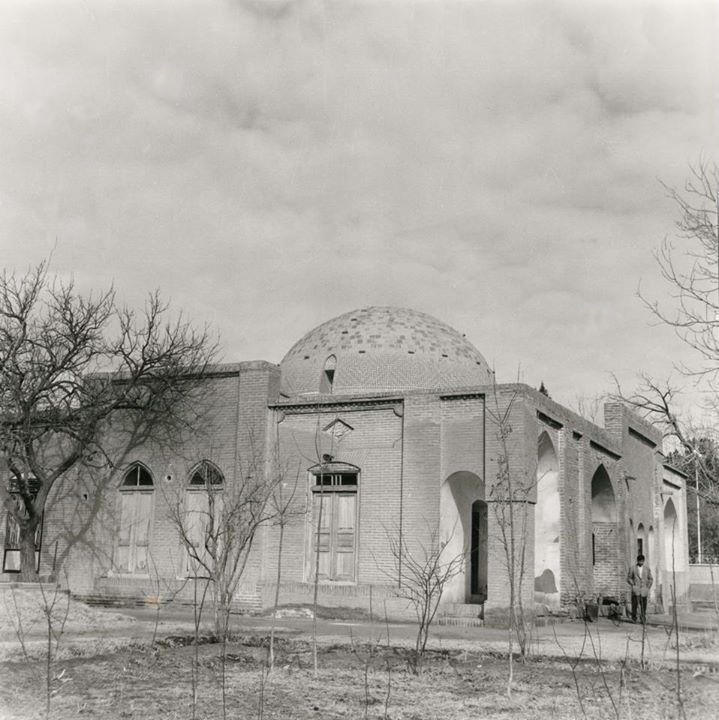
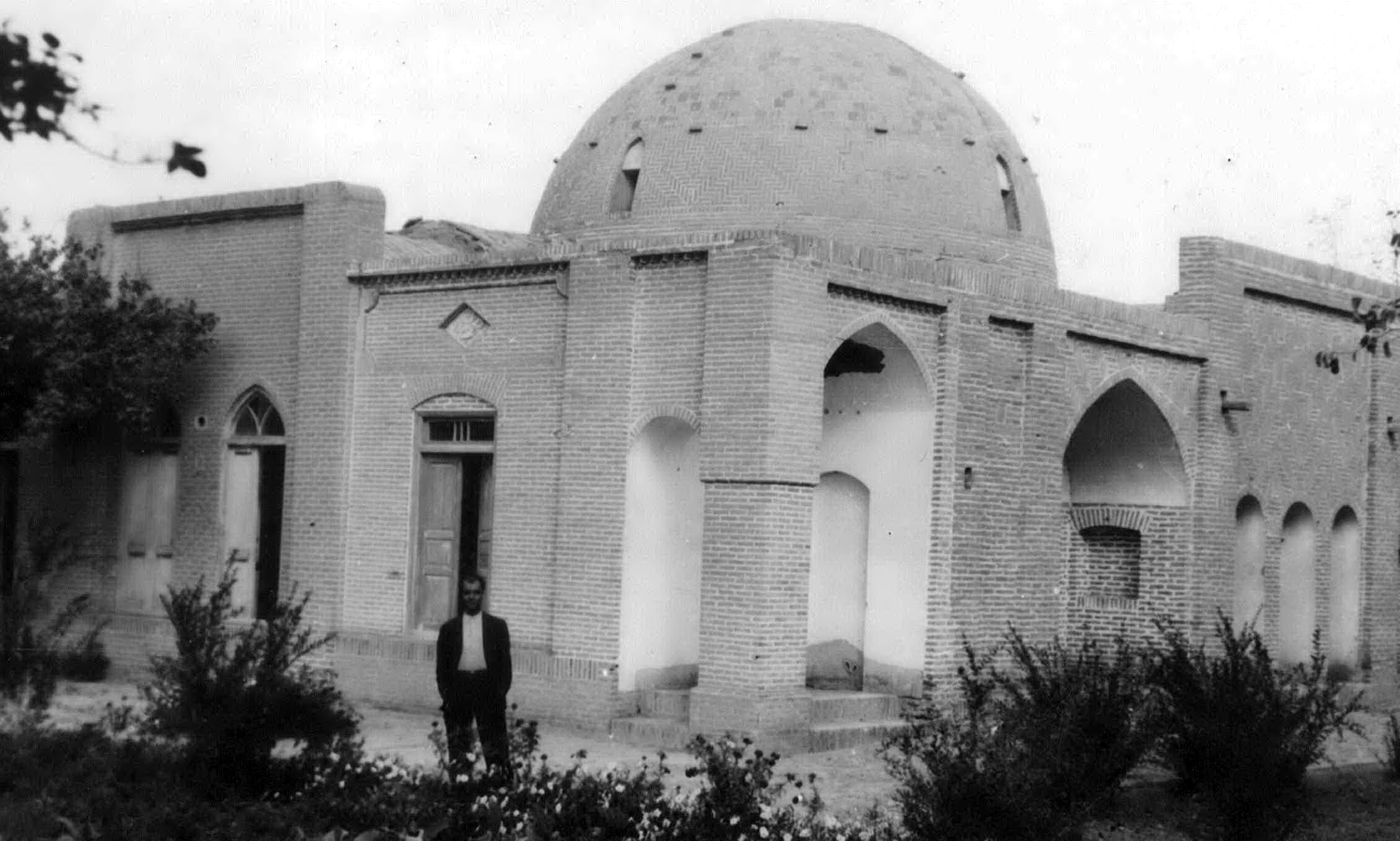
آرامگاه او حدوداً در دهه ۱۹۷۰ (میلادی)
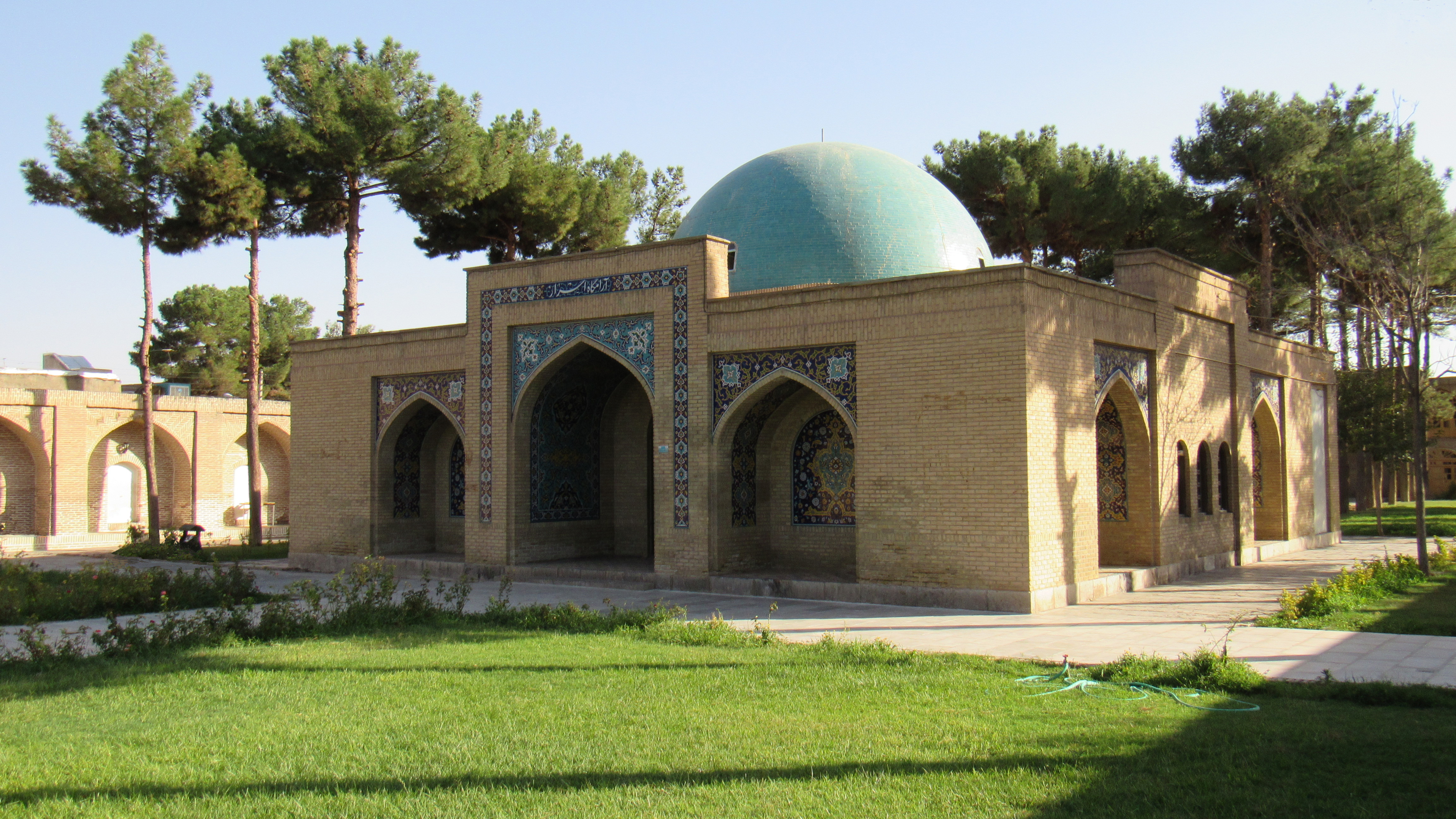
ظاهر کنونی آرامگاه اسرار
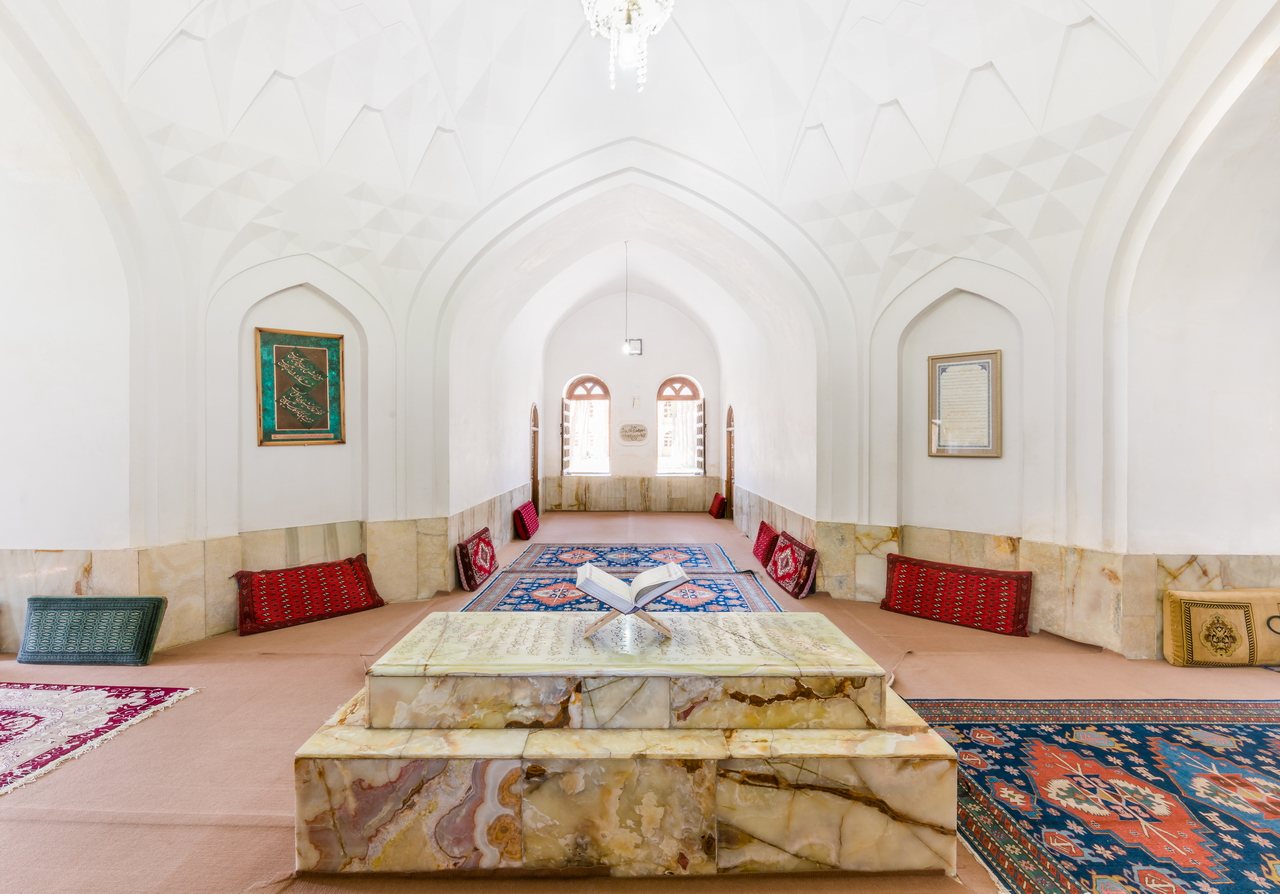
نمایی از داخل آرامگاه